# Catephia virescens
Catephia virescens är en fjärilsart som beskrevs av George Francis Hampson 1902. Catephia virescens ingår i släktet Catephia och familjen nattflyn. Inga underarter finns listade i Catalogue of Life.